# Stabijske terme
Stabijske terme (tal. Terme Stabiane) drevni su rimski kompleks kupališta u Pompejima u Italiji, najstarije i najveće od 5 javnih kupališta u gradu. Njihova izvorna konstrukcija datira u ca. 125. pr. Kr., što ih čini jednim od najstarijih kupališnih kompleksa poznatih iz antičkog svijeta. Mnogo su ih puta prepravljali i povećavali do erupcije Vezuva 79. godine.:str 57.

## Opis
Stabijske kupke nalaze se na raskrižju dviju glavnih ulica u Pompejima: Via dell'Abbondanza na jugu i Via Stabiana na istoku (ova potonja im daje njihovo moderno ime), zauzimajući cijelu insulu.:str. 183. Sa zapadne strane kupke graniče s Vicolo del Lupanare, a sa sjevera s kućom P. Vediusa Siricusa.:str. 227 Kao što je bilo tipično za starorimske kupelji, objekti su bili podijeljeni po spolu. Glavni ulaz bio je s Via dell'Abbondanza, kroz predvorje (1) u palaestru (2), veliko vježbalište na otvorenom. Niz trgovina nalazio se ispred ulice. S desne strane palestre nalazila se kolonada koja je zaklanjala ulaz u muške kupaonice: apoditerij (svlačionica) (25), zatim frigidarij (hladna soba) (22), tepidarij (topla prostorija) (25). 23) i kaldarij (topla soba) (21). Ove su komore bile pravokutne, bačvastih svoda i paralelne jedna s drugom. Raspored je poznat kao 'jednoosni tip reda', najčešći model za kupke prihvaćen u cijelom rimskom svijetu.
Na lijevoj strani palestre nalazio se bazen (natatio) (6). Prostorije koje su okruživale ovaj bazen imale su vrtne freske naslikane na zidovima iznad mramornog dadoa (donji dio zida iznad postolja). Žene su imale poseban ulaz s Vicolo del Lupanare - svijet Mulier (žena) pronađen je oslikan preko ovih vrata kada su kupke prvi put iskopane.:str 244.-246.</ref>:str. 231 Ženska strana imala je iste prostorije s iznimkom frigidarija, ali su komore bile manje i mnogo jednostavnije u smislu ukrasa.:str. 187. Na mjestu hladnjače nalazio se veliki bazen s hladnom vodom izgrađen na jednom kraju apoditerija (16). Ženska topla soba (19) sadrži veliki umivaonik ( alveus ) obložen mramorom, dubok oko 2 stope i s kosim naslonom za odmor kupača. Prilikom iskopavanja prostorije pronađeni su ostaci brončane jednostruke kupelji i brončanih klupa.:str. 186-187. Zidovi i podovi toplih i toplih prostorija grijani su hipokaustnim sustavom grijanja – najranijim sačuvanim primjerom iz rimskog svijeta.:str. 245. Toplina se proizvodila iz jedne peći, a cirkulirala je u prostoru ispod podova koji su bili podignuti na popločane stupove. Peć se nalazila između dva kaldarija (20); u ovoj su prostoriji bila tri spremnika za vodu, jedan za toplu vodu neposredno iznad peći, jedan za mlaku vodu i jedan za hladnu.:str. 188.-189.
Muški apoditerij popločan je sivim mramorom obrubljenim bazaltom duž zidova. Zidovi su bili obojeni u bijelo s crvenom podlogom, a iznad njih je nadsvođeni strop bio ožbukan složenom štukaturom, sastavljenom od osmerokutnih, šesterokutnih i četverokutnih ploča. Prikazivali su kupide, trofeje, rozete i bakhičke figure. Strop tepidarija za muškarce imao je slične štukature.:str. 184.-185. Muški frigidarij okrugla je prostorija s kupolom u čijem se središtu nalazi okulus koji propušta svjetlost u prostoriju. Bazen s hladnom vodom, koji je obložen bijelim mramorom, obrubljen je uskim mramornim podom. U zidove su umetnute niše u kojima se nalaze fontane. Zidovi su bili oslikani prekrasnom vrtnom freskom koja je prikazivala vegetaciju, ptice, kipove i vaze na nebesko plavoj pozadini.:str. 185. Na jednom kraju muškog tepidarija nalazio se umivaonik, za koji je August Mau smatrao da je "umjereno hladna kupka" za "one koji su se zimi ustručavali koristiti frigidarium".:str. 185. Obje tople sobe sadržavale su labrum, veliki, uzdignuti, plitki bazen ispunjen mlakom vodom. U muškoj toploj sobi ostaje samo baza labruma, ali je ženska netaknuta.:str. 186.-189.

## Povijest
Kupalište je prvi put izgrađeno ca. 125. pr. Kr. Sunčani sat pronađen na tom mjestu, s natpisom na oskičkom jeziku, obilježava sjećanje na suca koji je dao izgraditi prvu zgradu kupatila koristeći kazne koje je naplaćivala lokalna uprava. Čak i prije izgradnje ove zgrade, mjesto je korišteno prvenstveno kao palestra; trapezoidni oblik palestre postojao je još u četvrtom stoljeću pr. Kr. Postojale su i male komore koje su sadržavale kupatila na sjeveru tijekom tog ranog razdoblja.:str. 244.
U vrijeme kada su Pompeji postali rimska kolonija 80. pr. Kr., Stabijske terme su već bile pozamašna zgrada koja je zauzimala pola gradskog bloka. Zgrada je sadržavala dva niza kupatila, zahod i palestru. Voda se crpila iz bunara i spremala u rezervoar na krovu. Natpis bilježi da su kupke proširili duoviri (gradski suci) Caius Uulius i Publije Aninius nakon uspostave kolonije. Renovirali su palestru i dodali dvije nove komore: lakonij (soba za suho znojenje) i destriktarij (prostor za struganje tijela strigilima).:str. 57., 60. Radovi koje su poduzeli duoviri sugeriraju da su stabijske terme bile u javnom vlasništvu.:str. 60. Vjeruje se da je laconicum kasnije pretvoren u frigidarium muškog dijela, ali destriktarij nije identificiran.:str. 246.
Kupalište je tekućom vodom prvi put opskrbljeno na prijelazu u prvo stoljeće nove ere, kada su spojene na gradski akvadukt. Vjerojatno je otprilike u to vrijeme srušena kuća zapadno od palestre kako bi se napravio prostor za vanjski bazen ( natatio ), igralište za loptu, drugu svlačionicu i krila prostorija s obje strane koje su bile ili lođe ili sadržavale plitki bazeni.:str. 57. Plitke bazene posjetitelji su koristili za pranje nogu prije ulaska u bazen. Otvorene prostorije, vjerojatno eksedre, dodane su sjevernom krilu termi okrenutom prema palestri .
Stabijske kupke oštećene su u potresu u Pompejima 62. godine, ali su ponovno izgrađene, proširene i preuređene kako bi postale još luksuznije nego prije. Seizmička aktivnost u tom području učinila je kupališta posebno osjetljivima na oštećenja - čini se da su bila barem djelomično zatvorena i podvrgnuta općem popravku/preuređivanju kada je došlo do erupcije Vezuva 79.:str. 64.

## Vanjske poveznice
|  | Zajednički poslužitelj ima još gradiva o temi Stabijske terme |

- Pompeji: virtualni obilazak i turistički vodič Pompeja u Italiji - ItalyGuides.it